# Algorand
 (avril 2022).
Le contenu est difficilement compréhensible vu les erreurs de traduction, qui sont peut-être dues à l'utilisation d'un logiciel de traduction automatique.
 (avril 2022).
Algorand est une chaine de blocs créée en 2017 par Silvio Micali qui utilise un protocole de preuve d'enjeu appelé « Tirage au sort cryptographique » (en anglais cryptographic sortition). Tous les utilisateurs participent au protocole et la quantité de blocs produite par chacun ainsi que le poids de leurs votes sont proportionnels à la quantité de monnaie qu'ils détiennent.
La sécurité du protocole est garantie quand la plupart de l'argent est en main des participants honnêtes. Contrairement à plusieurs autres protocoles de ce type, Algorand n'a pas de mécanisme confisquant l'argent des utilisateurs ne suivant pas le protocole. En effet, il est impossible pour un processus avec peu de monnaie de compromettre le fonctionnement du système et il est économiquement indésirable pour un participant avec beaucoup d'investissements de produire une attaque qui dévalorise Algorand.

## Histoire
Silvio Micali s'est intéressé aux blockchains en 2015en découvrant Bitcoin. Pendant ses recherches il identifie des défauts dans ce protocole. Cela le pousse a créer sa propre blockchain. Après avoir conçu une version préliminaire, il conduit un test indiquant la potentialité de mettre en œuvre un service pour jusqu'à 500 000 utilisateurs. 
Après avoir obtenu ces résultats, Silvio Micali a ouvert officiellement Algorand, recevant le financement de 4 millions de dollars de Pillar et Union Square Ventures, suivi d'un autre investissement de 62 millions de dollars d'autres investisseurs. Le système a été maintenu clos jusqu'à 2019, quand une version est devenue publique en mai 2019.
Algorand, à la consommation énergétique par transaction négligeable, s'engage à être neutre en carbone et a même annoncé en avril 2022 avoir un bilan carbone négatif.

## Tirage au sort cryptographique
Au cœur du protocole de consensus  déployé par Algorand se trouve le mécanisme de tirage au sort cryptographique. Ce protocole permet à tous les utilisateurs de déterminer s'ils ont un rôle de proposant ou de validateur de blocs utilisant une fonction aléatoire vérifiable (VRF). De manière générale, chaque utilisateur est capable de tirer un nombre aléatoire et ensuite de prouver qu'il a obtenu un résultat valide. La blockchain est capable d'ajuster un seuil commun à tous les participants, de sorte que si le nombre obtenu par un utilisateur est dans une certaine plage il participe dans la vérification d'un bloc ou dans la production d'un bloc.
Ces plages de valeurs sont ajustées pour contrôler le nombre de processus en moyen qui participe à chaque étape du protocole. Ceci permet à la fois d'obtenir un gain de performance, travaillant avec un nombre plus petit de processus et aussi de maintenir la sécurité du protocole assurant avec grande probabilité une super-majorité (plus de 2/3) de processus honnêtes. 
Concrètement, on observe qu'en utilisant une partie très petite du système on arrive à garantir une probabilité très proche de 100% de succès avec peu de participants, garantissant un gain de performance important.